# Fantasie (Widmann)
Fantasie (en français : « Fantaisie pour clarinette seule ») est une œuvre instrumentale solo de Jörg Widmann et a été composée en 1993. C'est une pièce maîtresse dans sa carrière. Elle offre une structure mélodieuse romantique avec des éléments de danse, de musique klezmer et de jazz dans un « esprit arlequin ».

## Histoire
La Fantaisie pour clarinette seule, composée en 1993, est l'une des premières compositions de Widmann. Il s'est inspiré des Trois pièces pour clarinette seule d'Igor Stravinsky (1919) et du Dialogue de l'ombre double (1985) de Pierre Boulez pour clarinette et bande magnétique. Widmann avait en tête la figure de l'arlequin de la commedia dell'arte italienne,. La pièce a été créée par le compositeur le 1er mars 1994 à la Bayerischer Rundfunk à Munich.
La pièce, révisée en 2011, est publiée chez Schott Music. Widmann indique dans la partition uniquement les doigtés de clarinette en système Oehler pour les polyphoniques, et ne les fournit pas en système Boehm.

## Musique
Widmann a écrit la Fantaisie alors qu'il n'avait que 20 ans. C'est une expression de « l'exubérance de la jeunesse » avec des « fioritures virtuoses ». Il combine un jeu conventionnel avec des techniques de jeu étendues (multiphoniques, Flatterzunge, clics de touches) et les sons non aigus. Les talents de clarinettiste de Widmann l'ont aidé à composer sa Fantaisie. La pièce est pleine d'extrêmes dans la dynamique, le tempo et le caractère. Selon Widmann, le multiphonique d'ouverture de la Fantaisie est une parodie de la musique nouvelle, puisque de nombreuses œuvres nouvelles de l'époque commencent de la même manière. Widmann identifie l'harmonie comme le thème central de l'œuvre. Un jeu typique sont les glissandos dans les registres supérieurs, dans un style klezmer ou « exagérément jazzy ». Les silences sont importants. Widmann les note comme une marque de respiration, une marque de respiration avec une fermata, et un repos réel. Près du début se trouve une mélodie du Sacre du printemps.

## Structure
Sections :
1. Frei, Rhapsodisch (en anglais : Free, rhapsodically)
2. Schnell, brillant (en anglais : Fast, brilliant)
3. Presto possible
4. Tempo come prima, ma poco più mosso

## Représentations
La Fantaisie est l'une des œuvres les plus fréquemment jouées de Widmann et fait partie du répertoire standard des œuvres non accompagnées pour clarinette. Zachary Woolfe (en) du New York Times a écrit : « ... sonnant comme la plus belle musique de cirque jamais écrite. »

## Enregistrements
- Bettina Aust and Robert Aust, Bettina Aust – Concours de musique allemand (en), Laureate 2015, Clarinet, Recorded at Ehemalige Sendestelle des Deutschlandradios, 16–19 October 2015, GENUIN classics, GEN 16432, 2016, compact disc. (OCLC 987272763)
- Eduard Brunner, Music for Solo Clarinet, Recorded in Studio 2, Bayerischer Rundfunk, Munich, 14–15 December 2009, Naxos, 8.572470, 2011, compact disc. (OCLC 1080882095)
- Stefan Neubauer, Solitary Changes, Recorded between 2012–2013, Orlando Records, or 0006, 2013. (OCLC 887469607)